# Stan Aldous
Stanley Elvey Reginald Aldous (sinh ngày 10 tháng 2 năm 1923 ở Northfleet, Anh, mất năm 1995) là một cầu thủ bóng đá người Anh từng thi đấu ở vị trí hậu vệ cho Leyton Orient ở Football League cũng như Headington United từ 1958 đến 1959.